# Medetera grisecens
Medetera grisecens är en tvåvingeart som beskrevs av Meijere 1916. Medetera grisecens ingår i släktet Medetera och familjen styltflugor. Inga underarter finns listade i Catalogue of Life.